# Lijst van rijksmonumenten in Weert (plaats)
De plaats Weert telt 71 inschrijvingen in het rijksmonumentenregister. Hieronder een overzicht.
| Object | Oorspronkelijke functie?  | Bouwjaar                          | Architect | Locatie                          | Coördinaten?                  | Nr.?   | Afbeelding |
| --- | ------------------------- | --------------------------------- | --------- | -------------------------------- | ----------------------------- | ------ | --- |
| Huis met zadeldak evenwijdig met de straat en gepleisterde lijstgevel                                                                                                  | Woonhuis                  | 19e eeuw                          |           | Korenmarkt 12, ea                | 51° 15' 14" NB, 5° 42' 28" OL | 38432  | Meer afbeeldingen |
| Monumentaal hoekhuis met hoog zadeldak | Woonhuis                  | 17e eeuw                          |           | Korenmarkt 12, ea                | 51° 15' 14" NB, 5° 42' 28" OL | 38433  | Meer afbeeldingen |
| Huis, van belang door de lange overgekraagde rechterzijgevel in vakwerk, waarin nog gave kruis- en tussendorpelkozijnen en tweelichtzoldervensters                     | Woonhuis                  | 17e eeuw                          |           | Langstraat 6                     | 51° 15' 11" NB, 5° 42' 23" OL | 38434  | Meer afbeeldingen |
| Groot hoekhuis met schilddak. Brede gepleisterde lijstgevel met hoeklisenen een met snijwerk versierde ingang met gesneden deur en snijraam in late Lodewijk XVI-stijl | Woonhuis                  | eerste kwart 19e eeuw             |           | Langstraat 20                    | 51° 15' 9" NB, 5° 42' 22" OL  | 38435  | Groot hoekhuis met schilddak. Brede gepleisterde lijstgevel met hoeklisenen een met snijwerk versierde ingang met gesneden deur en snijraam in late Lodewijk XVI-stijl |
| Maria Hart (Birgittinessenklooster) | Klooster, kloosteronderdl | 1843                              |           | Maasstraat 17                    | 51° 15' 10" NB, 5° 42' 30" OL | 38436  | Meer afbeeldingen |
| Eenvoudig huis met later gepleisterde lijstgevel | Woonhuis                  | 18e eeuw                          |           | Markt 2                          | 51° 15' 12" NB, 5° 42' 25" OL | 38437  | Eenvoudig huis met later gepleisterde lijstgevel |
| Huis van baksteen, vermoedelijk uit de 17e eeuw. | Woonhuis                  | 17e-18e eeuw                      |           | Markt 3                          | 51° 15' 12" NB, 5° 42' 23" OL | 38438  | Huis van baksteen, vermoedelijk uit de 17e eeuw. |
| Raadhuis. Het achtergedeelte heeft in de zuidgevel nog resten van o.a. gotische vensterkozijnen van hardsteen, ten dele nog met accoladebogen                          | Bestuursgebouw en onderdl | 16e eeuw                          |           | Markt 7                          | 51° 15' 9" NB, 5° 42' 15" OL  | 38439  | Meer afbeeldingen |
| Huis in L-vorm; later gepleisterde lijstgevel aan de straat. Achtervleugel met puntgevel met vlechtingen                                                               | Woonhuis                  | 16e-18e eeuw                      |           | Markt 9                          | 51° 15' 13" NB, 5° 42' 23" OL | 38440  | Meer afbeeldingen |
| Huis met gepleisterde lijstgevel | Woonhuis                  | 19e eeuw                          |           | Markt 11                         | 51° 15' 14" NB, 5° 42' 23" OL | 38441  | Huis met gepleisterde lijstgevel |
| Huis met schilddak, en later gepleisterde lijstgevel | Woonhuis                  | 18e eeuw                          |           | Markt 13                         | 51° 15' 14" NB, 5° 42' 23" OL | 38442  | Upload foto |
| Hoekhuis, vooral van belang door de Gelderse in- en uitgezwenkte achtergevel                                                                                           | Woonhuis                  | 1699 (gevelsteen)                 |           | Markt 15                         | 51° 15' 14" NB, 5° 42' 23" OL | 38443  | Hoekhuis, vooral van belang door de Gelderse in- en uitgezwenkte achtergevel                                                                                           |
| Hoekhuis met trapeziumvormige plattegrond. Gepleisterde lijstgevel en puntgevels opzij. Van belang ook voor de situatie                                                | Woonhuis                  | 17e eeuw                          |           | Markt 19                         | 51° 15' 15" NB, 5° 42' 23" OL | 38444  | Meer afbeeldingen |
| Eenvoudig hoekhuis met gepleisterde lijstgevels en aan de Maasstraat een geschilderde zonnewijzer met jaartal                                                          | Woonhuis                  | 1781 (zonnewijzer)                |           | Markt 2                          | 51° 15' 12" NB, 5° 42' 24" OL | 38445  | Eenvoudig hoekhuis met gepleisterde lijstgevels en aan de Maasstraat een geschilderde zonnewijzer met jaartal                                                          |
| Sint-Martinuskerk | Kerk en kerkonderdeel     | 1456                              |           | Markt 8                          | 51° 15' 13" NB, 5° 42' 24" OL | 38446  | Meer afbeeldingen |
| Munt, monumentaal huis. In- en uitgezwenkte voorgevel en achtergevel met vlechtingen. Hardstenen kruiskozijnen. Rondbogige zolderingang.                               | Overheidsgebouw           | 16e-17e eeuw                      |           | Muntpromenade 7                  | 51° 15' 14" NB, 5° 42' 19" OL | 38447  | Meer afbeeldingen |
| Sint-Rumolduskapel | Kapel                     | 18e eeuw                          |           | Molenpoort bij 27                | 51° 15' 16" NB, 5° 42' 4" OL  | 38448  | Meer afbeeldingen |
| Pand, onder schilddak en later gepleisterde lijstgevel. Onder een dak met het buurnummer 7                                                                             | Woonhuis                  | 18e eeuw                          |           | Oelemarkt 5                      | 51° 15' 19" NB, 5° 42' 29" OL | 38449  | Meer afbeeldingen |
| Pand, onder schilddak. Onder een dak met het buurnummer 5 | Woonhuis                  | 18e eeuw                          |           | Oelemarkt 7                      | 51° 15' 19" NB, 5° 42' 30" OL | 38450  | Meer afbeeldingen |
| Huis met Gelderse in- en uitgezwenkte topgevel. Onderpui niet oud | Woonhuis                  | 17e eeuw                          |           | Oelemarkt 11                     | 51° 15' 20" NB, 5° 42' 30" OL | 38451  | Meer afbeeldingen |
| Huisje, met late variant van het gezwenkte Gelderse geveltype | Woonhuis                  | 19e eeuw                          |           | Oelemarkt 16                     | 51° 15' 20" NB, 5° 42' 31" OL | 38452  | Meer afbeeldingen |
| Sint Oda | Industrie- en poldermolen | 1883                              |           | Suffolkweg 26                    | 51° 15' 19" NB, 5° 41' 43" OL | 38453  | Meer afbeeldingen |
| Theuniskapel | Kapel                     | 1723 (dakruiter) 1826 (gewijzigd) |           | Altweertkapelstraat 6            | 51° 14' 22" NB, 5° 41' 17" OL | 38454  | Meer afbeeldingen |
| Kasteel van Weert; Nijeborgh | Kasteel, buitenplaats     | 15e eeuw (grotendeels)            |           | Biest 1                          | 51° 15' 23" NB, 5° 42' 32" OL | 38455  | Meer afbeeldingen |
| St. Hieronymuskerk: Franciscanenkerk en klooster | Klooster, kloosteronderdl | 1526                              |           | Biest 43                         | 51° 15' 32" NB, 5° 42' 46" OL | 38456  | Meer afbeeldingen |
| Huis met puntgevel. Aan de straatzijde een rechte, bakstenen muur en meer naar achteren een tweede bakstenen muur in de vorm van de letter Z                           | Woonhuis                  | 1797 (gevelsteen)                 |           | Biest 104                        | 51° 15' 33" NB, 5° 42' 48" OL | 38457  | Meer afbeeldingen |
| Huis met brede lijstgevel | Woonhuis                  | eerste kwart 19e eeuw             |           | Biest 106                        | 51° 15' 34" NB, 5° 42' 48" OL | 38458  | Meer afbeeldingen |
| Huis, oorspronkelijk onderdeel van een grote hoeve. Gelderse gezwenkte topgevel                                                                                        | Boerderij                 | 17e eeuw                          |           | Biest 108,110                    | 51° 15' 35" NB, 5° 42' 49" OL | 38459  | Meer afbeeldingen |
| Langgevelhoeve met zadeldak tussen puntgevels met vlechtingen | Boerderij                 | 1824                              |           | Oud Boshoven 18                  | 51° 15' 13" NB, 5° 38' 6" OL  | 38460  | Upload foto |
| Sint-Odakapel | Kapel                     | ca. 1700                          |           | Schansbeemdweg 11                | 51° 15' 12" NB, 5° 41' 1" OL  | 38462  | Meer afbeeldingen |
| Sint Anna | Industrie- en poldermolen | 1911                              |           | Keenterstraat bij 29A            | 51° 14' 6" NB, 5° 42' 5" OL   | 38464  | Meer afbeeldingen |
| Terrein waarin een urnenveld | Archeologisch monument    | late Bronstijd-IJzertijd          |           | Boshoverheide                    | 51° 14' 47" NB, 5° 38' 38" OL | 46174  | Meer afbeeldingen |
| Stationsgebouw Weert | Transport                 | 1911-1912                         |           | Stationsplein 19, 21, 23         | 51° 14' 56" NB, 5° 42' 15" OL | 527280 | Meer afbeeldingen |
| Stationsperron met bijgebouwen | Transport                 | 1911-1912                         |           | Stationsplein 19                 | 51° 14' 55" NB, 5° 42' 12" OL | 527281 | Meer afbeeldingen |
| Spoortunnel bij station | Weg                       | 1913                              |           | Julianalaan 4                    | 51° 14' 55" NB, 5° 42' 11" OL | 527282 | Meer afbeeldingen |
| Wachtgebouw | Militair wachtgebouw      | 1938-1939                         |           | Kazernelaan 101                  | 51° 14' 42" NB, 5° 41' 6" OL  | 527284 | Upload foto |
| Bureelgebouw | Militair verblijfsgebouw  | 1938-1939                         |           | Kazernelaan 101                  | 51° 14' 41" NB, 5° 41' 11" OL | 527285 | Upload foto |
| Cantinegebouw | Militair verblijfsgebouw  | 1938-1939                         |           | Kazernelaan 101                  | 51° 14' 44" NB, 5° 41' 12" OL | 527286 | Upload foto |
| Keukengebouw | Militair verblijfsgebouw  | 1938-1939                         |           | Kazernelaan 101                  | 51° 14' 39" NB, 5° 41' 13" OL | 527287 | Upload foto |
| Legeringsgebouw (1) | Militair verblijfsgebouw  | 1938-1939                         |           | Kazernelaan 101                  | 51° 14' 41" NB, 5° 41' 14" OL | 527288 | Upload foto |
| Legeringsgebouw (2) | Militair verblijfsgebouw  | 1938-1939                         |           | Kazernelaan 101                  | 51° 14' 41" NB, 5° 41' 13" OL | 527289 | Upload foto |
| Legeringsgebouw (3) | Militair verblijfsgebouw  | 1938-1939                         |           | Kazernelaan 101                  | 51° 14' 40" NB, 5° 41' 10" OL | 527290 | Upload foto |
| Legeringsgebouw (4) | Militair verblijfsgebouw  | 1938-1939                         |           | Kazernelaan 101                  | 51° 14' 40" NB, 5° 41' 8" OL  | 527291 | Upload foto |
| Legeringsgebouw (5) | Militair verblijfsgebouw  | 1938-1939                         |           | Kazernelaan 101                  | 51° 14' 40" NB, 5° 41' 16" OL | 527292 | Upload foto |
| Legeringsgebouw (6) | Militair verblijfsgebouw  | 1938-1939                         |           | Kazernelaan 101                  | 51° 14' 38" NB, 5° 41' 9" OL  | 527293 | Upload foto |
| Gymnastiekzaal | Sport en recreatie        | 1938-1939                         |           | Kazernelaan 101                  | 51° 14' 37" NB, 5° 41' 10" OL | 527294 | Upload foto |
| Magazijn | Opslag                    | 1938-1939                         |           | Kazernelaan 101                  | 51° 14' 41" NB, 5° 41' 7" OL  | 527295 | Upload foto |
| Kazemat 2 | Kazemat                   | 1940                              |           | Suffolkweg bij 2                 | 51° 14' 60" NB, 5° 40' 47" OL | 527298 | Upload foto |
| Kazemat 3 | Kazemat                   | 1940                              |           | Suffolkweg bij 34                | 51° 15' 14" NB, 5° 41' 28" OL | 527299 | Upload foto |
| Kazemat 4 | Kazemat                   | 1940                              |           | Odamolenstraat 18, achterin tuin | 51° 15' 28" NB, 5° 41' 40" OL | 527300 | Upload foto |
| Kazemat 5 | Kazemat                   | 1940                              |           | Odamolenstraat 16, achterin tuin | 51° 15' 28" NB, 5° 41' 40" OL | 527301 | Upload foto |
| Kazemat 6 | Kazemat                   | 1940                              |           | Maasenweg bij 37                 | 51° 15' 51" NB, 5° 42' 9" OL  | 527302 | Upload foto |
| Kazemat 7 | Kazemat                   | 1940                              |           | Maasenweg bij 37                 | 51° 15' 52" NB, 5° 42' 10" OL | 527303 | Upload foto |
| Kazemat 8 | Kazemat                   | 1940                              |           | Maasenweg bij 6                  | 51° 15' 51" NB, 5° 42' 6" OL  | 527304 | Upload foto |
| Kazemat 9 | Kazemat                   | 1940                              |           | Noordkade bij 16                 | 51° 15' 32" NB, 5° 42' 20" OL | 527305 | Upload foto |
| Kazemat 10 | Kazemat                   | 1940                              |           | Noordkade 17                     | 51° 15' 33" NB, 5° 42' 22" OL | 527306 | Upload foto |
| Kazemat 11 | Kazemat                   | 1940                              |           | Helmondseweg ongenummerd         | 51° 16' 11" NB, 5° 44' 16" OL | 527307 | Upload foto |
| Kazemat 12 | Kazemat                   | 1940                              |           | Helmondseweg ongenummerd         | 51° 16' 12" NB, 5° 44' 20" OL | 527308 | Upload foto |
| Kazemat 66 | Kazemat                   | 1940                              |           | Noordkade bij 28                 | 51° 15' 35" NB, 5° 42' 26" OL | 527309 | Kazemat 66 |
| Sluis S 1 | Waterkering en -doorlaat  | 1940                              |           | Ringselvenweg ongenummerd        | 51° 13' 52" NB, 5° 37' 30" OL | 527310 | Upload foto |
| Defensiedijk A | Waterkering en -doorlaat  | 1940                              |           | Kempenweg ongenummerd            | 51° 14' 9" NB, 5° 38' 10" OL  | 527311 | Upload foto |
| Defensiedijk B | Waterkering en -doorlaat  | 1940                              |           | Kempenweg ongenummerd            | 51° 14' 10" NB, 5° 38' 12" OL | 527312 | Upload foto |
| Meelfabriek | Industrie                 | 1906-1938                         |           | Industriekade 38                 | 51° 15' 11" NB, 5° 41' 26" OL | 527313 | Meer afbeeldingen |
| Herenhuis, in het centrum van weert, gelegen op de rooilijn | Woonhuis                  | 1913                              |           | Maasstraat 10                    | 51° 15' 11" NB, 5° 42' 25" OL | 527314 | Meer afbeeldingen |
| Kleipijpenoven | Nijverheid                | 1856                              |           | Noordkade bij 52                 | 51° 15' 43" NB, 5° 42' 51" OL | 527315 | Meer afbeeldingen |
| Halfvrijstaande stadsvilla, binnen de bebouwde kom | Woonhuis                  | 1876                              |           | Oelemarkt 10                     | 51° 15' 19" NB, 5° 42' 31" OL | 527316 | Meer afbeeldingen |
| Sluis 16 | Waterkering en -doorlaat  | 1932                              |           | Kazernelaan bij 1                | 51° 14' 43" NB, 5° 40' 5" OL  | 527317 | Meer afbeeldingen |
| Bedrijfscomplex Landbouwbelang | Industrie                 | 1912                              |           | Industriekade 12                 | 51° 15' 23" NB, 5° 41' 60" OL | 527319 | Meer afbeeldingen |
| Villa Karelke; Villa Christine | Woonhuis                  | 1909                              |           | Biest 10                         | 51° 15' 23" NB, 5° 42' 36" OL | 527320 | Meer afbeeldingen |
| Sint Donatuskapel | Kapel                     | 1868-1890                         |           | Sint Donatuskapelstraat bij 1    | 51° 15' 46" NB, 5° 41' 51" OL | 527321 | Meer afbeeldingen |
| R.K. Kerk St. Joseph | Kerk en kerkonderdeel     | 1939                              |           | St. Jozefskerkplein 1            | 51° 14' 28" NB, 5° 42' 3" OL  | 527322 | R.K. Kerk St. Joseph |